# ریزبینی

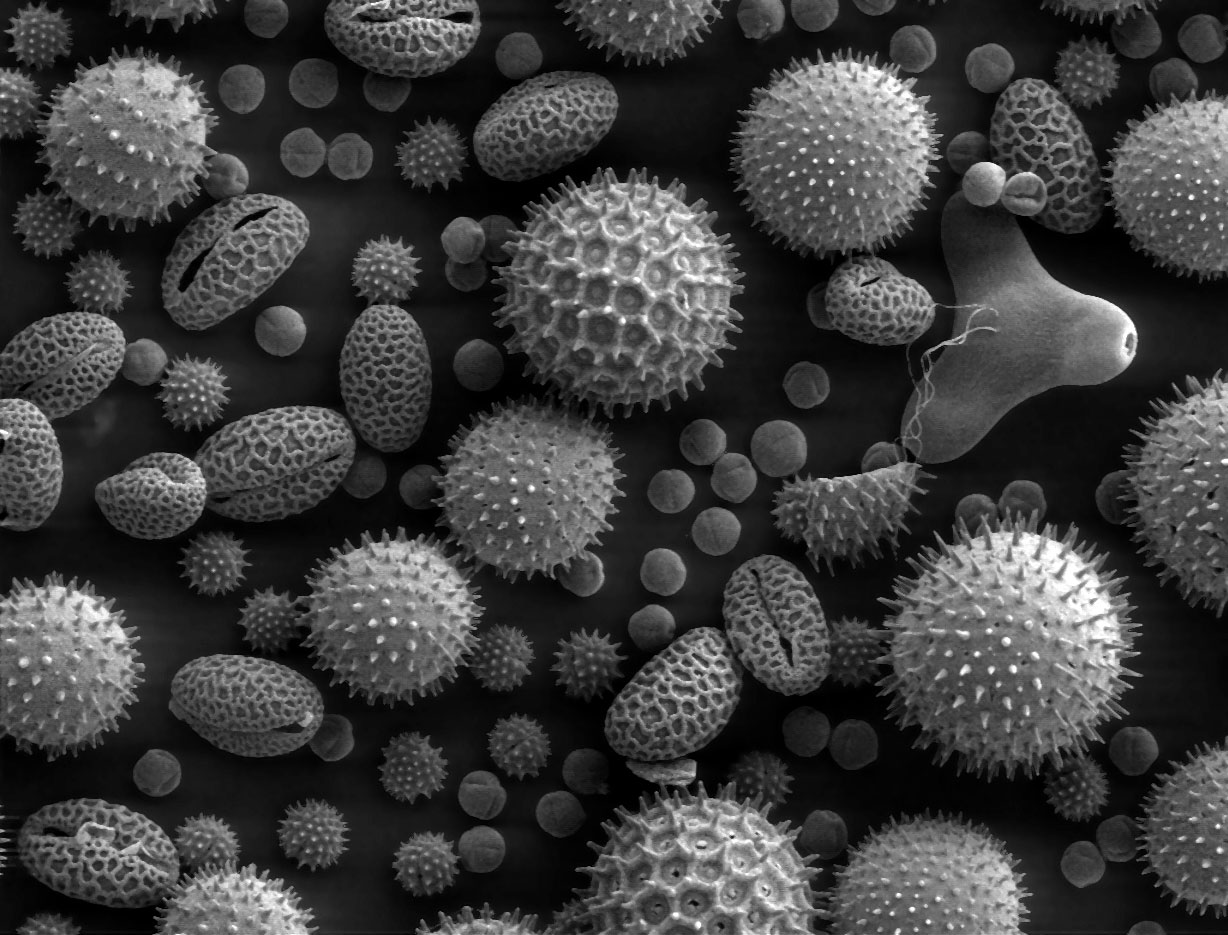
تصویر یک میکروسکوپ الکترونی روبشی از یک گرده

ریزنگاری یا میکروسکوپی (انگلیسی: Microscopy) رشته فنی مربوط به استفاده از میکروسکوپ برای دیدن اشیایی است که با چشم غیر مسلح قابل دیدن نیستند.
ریزنگاری به سه صورت به کار گرفته می‌شود:
- ریزنگاری نوری
- ریزنگاری الکترونی
- میکروسکوپ پراب پویشی

ریزنگاری نوری و الکترونی بر مبنای پراش، بازتاب، یا شکست نور تابش الکترومغناطیسی کار می‌کنند. کارکرد ریزنگاری پویشی بر پایه برهم‌کنش یک پراب پویشی با سطح است.